# Raita

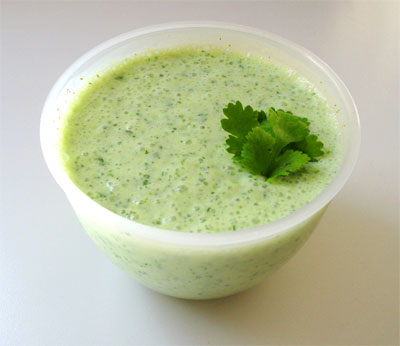
Raita cu castravete și mentă

Raita este un  fel de mâncare indiană sau o garnitură pe bază de iaurt. Spre deosebire de aperitive europene, cum ar fi zaziki în bucătăria greacă, cacık în bucătăria turcească sau tarator în bucătăria bulgărească, Raita se bazează pe o combinație variată de ingrediente; castravete, usturoi, precum și roșii, morcovi, ardei, ceapă, legume murate și condimente, cum ar fi chimen sau curcuma.

## Utilizare
Raita este servit în mod tradițional ca aperitiv la diverse alte feluri de mâncare indiene, cum ar fi curry, dal, legume murate, dulci-picante și acre sau pâine indiană. Acest aperitiv poate fi combinat cu diverse alte feluri de mâncare în funcție de gustul personal.